# Gegants i Nans de l'Arboç
La vila de l'Arboç compta amb un conjunt de sis gegants, dos gegantons, quatre nans i sis capgrossos. La colla de Gegants i Nans de l'Arboç és l'encarregada de gestionar les figures. La geganta de Cal Fiol de l'Arboç està declarada bé cultural d'interès nacional.

## Introducció
L'activitat gegantera de l'Arboç es remunta a temps immemorials, tant és així, que la primera referència de gegants a l'Arboç es troba al 23 de gener de 1770, segons les Notes Històriques de la Parròquia i Vila d'Arbós, escrites per mossèn Gaietà Viaplana i Cornet el 1927. En el marc de les festes celebrades en motiu de la inauguració de la capella del Santíssim, situada a l'actual església a la part del darrere de l'altar major, tingueren lloc unes grans festes els dies 23 i 24 de gener. Encara que la festa patronal de la vila se celebrava el 9 de gener, festivitat de Sant Julià màrtir, va acordar-se traslladar-la a aquests dies per commemorar el 17è aniversari de la col·locació de la primera pedra al 1753.

Viaplana escriu a les seves notes, a la pàgina 219: 
| « | El dia 23 de gener de 1770 se celebrà un solemne Ofici, assistint-hi 50 sacerdots entre seculars i regulars… La processó del Santíssim se celebrà a la tarda, precedida dels gegants, flabiol i tamborins; des de l'església fins al portal del raval cobriren les parets de domassos, tafetans i altres robes. […] Concorregueren les banderes de Sant Antoni, Santa Magdalena, Sant Jaume, Sant Joan, Sant Macari i la del Roser junt amb els seus tabernacles. […] A la mateixa processó hi anaven els balls de Dames i Vells, ball de bastons, ball de Santa Fe, el de Sant Francesc de Paula, el de Gitanes i dos més que no sortiren per no trobar música. | » |

## Els gegants de cal Fiol (1770)

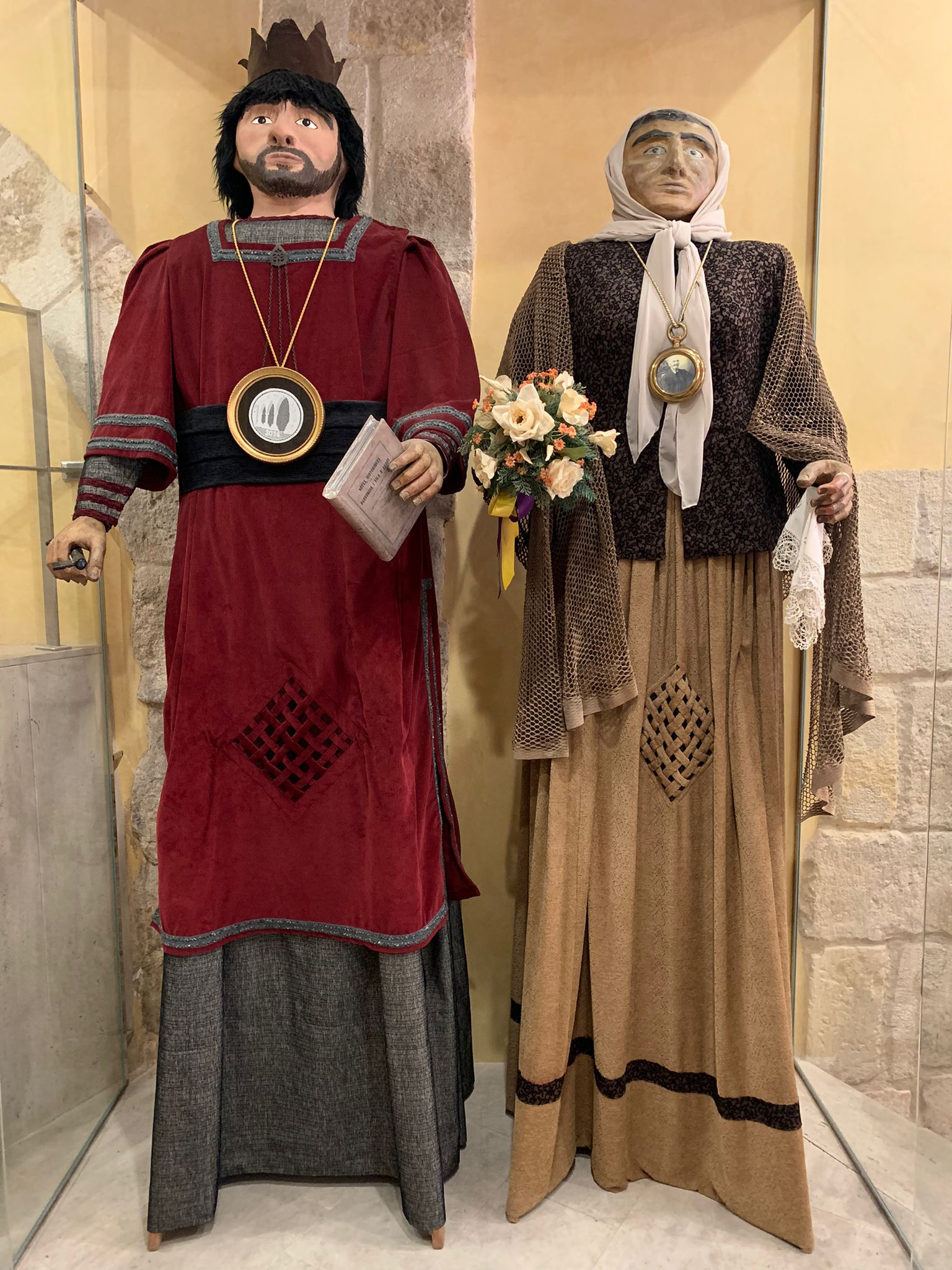
Els gegants de cal Fiol de l'Arboç exposats a la Casa de Cultura

Tal com apareix ressenyat a les Notes històriques de la parròquia i vila d'Arbós de mossèn Gaietà Viaplana i Cornet, i segons la tradició, l'any 1816 van comprar de segona mà una parella de gegants per sortir a la processó de Corpus i per la Festa Major. Aquesta parella se la coneixia popularment com a gegants de cal Fiol perquè la família Fiol fou l'administradora d'aquesta capella.
Com que no es conserva cap document arxivístic que avali aquesta compra de 1816, algun estudi històric ja situa l'origen d'aquests gegants a l'any 1770, quan es té constància, per primer cop, de la presència de gegants a la vila amb motiu de la inauguració de la capella del Santíssim. El 1995 es van localitzar diverses restes originals disperses a les golfes de la rectoria: el cap de la geganta, la corona i el collaret del gegant i les quatre mans de la parella; malauradament, el cap del gegant no es va trobar.
El 2003 es va decidir recuperar la geganta tenint en compte l'única fotografia que existeix de la parella datada a final del segle xix. Uns anys més tard, el 2016, es va dur a terme la recuperació del gegant. Tot i que el cap del gegant no va arribar a aparèixer, Jordi Grau Martí del Taller el Drac Petit de Terrassa va construir una testa nova prenent com a model la de la geganta i es van aprofitar les dues mans, la corona i el collaret originals.
El gegant porta a les mans dos elements ben simbòlics: la clau de la capella de Sant Antoni Abat i una reproducció de les Notes històriques de la parròquia i vila d'Arbós. Tanmateix, en atenció a la tradició puntaire de l'Arboç, terra de bon vi i de puntes de coixí, la figura també llueix un medalló en què hi ha inserit una punta de coixí que reprodueix la façana de l'antiga capella de Sant Antoni Abat. A més, la geganta du un mocador fet de punta de coixí regalat, en el seu moment, per Montserrat Escarrà Rosell que junt amb M. Teresa Roquer Bundó confeccionaren els vestits de la parella.
Els gegants de cal Fiol tenen el seu propi ball estrenat el 2016. Es tracta d'una havanera composta pel reusenc Jaume Aguza Sañé i coreografiada per l'arbocenc Ramon Vallverdú Albornà.
D'aquesta manera, la vila de l'Arboç ja torna a tenir la primitiva parella de gegants de què va disposar durant els primers anys del segle xix. És per això que les restes d'aquests gegants, sigui com sigui, assoleixen la condició de bicentenàries amb escreix i són considerades unes de les peces més antigues del món geganter a Catalunya. El juliol de 2024, la geganta de Cal Fiol de l'Arboç va ser declarada bé cultural d'interès nacional.

## Els gegants vells de l'Arboç (1827)

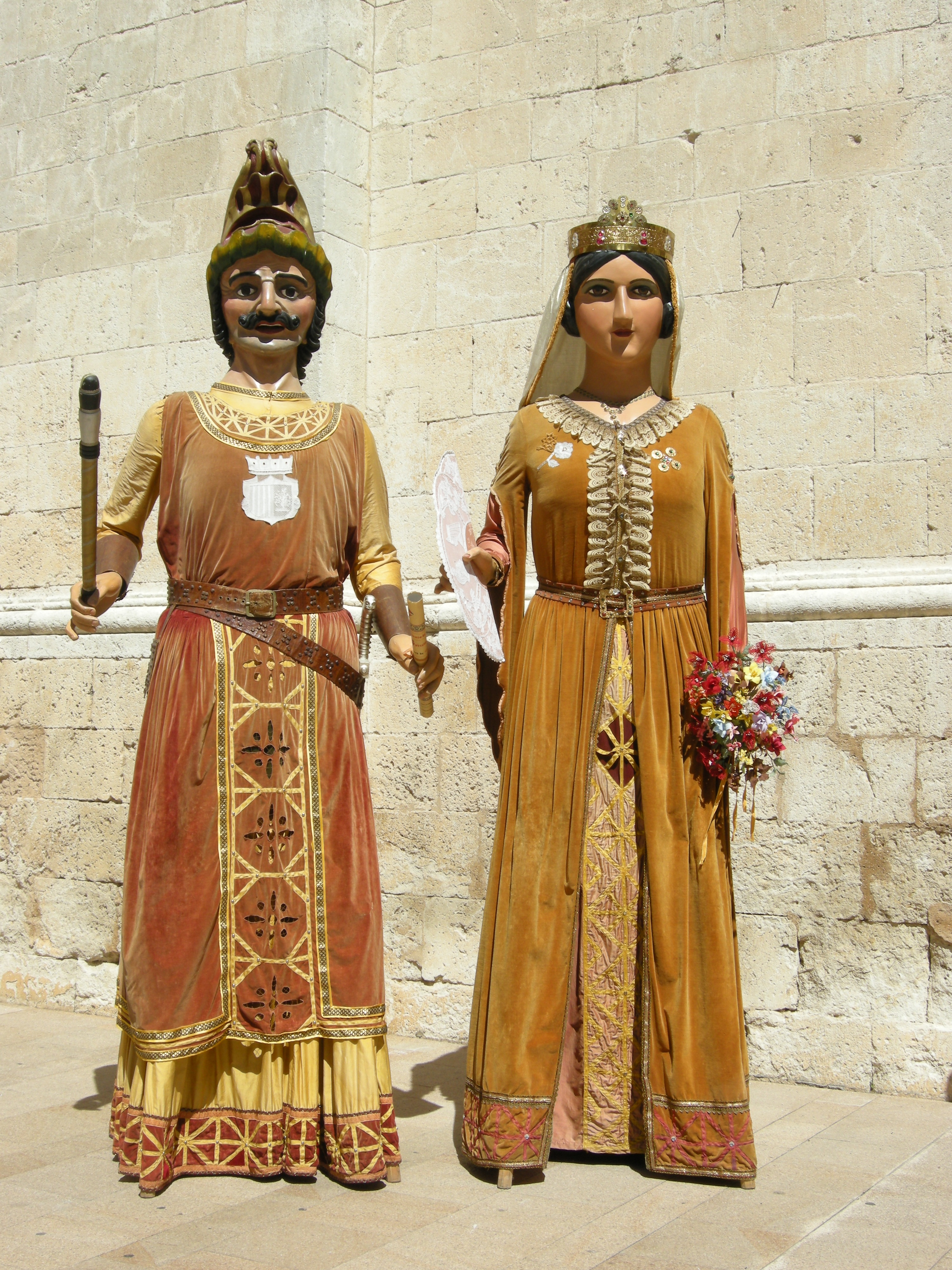
Els gegants vells de l'Arboç

La geganta no simbolitza cap personatge en concret, mentre que el gegant rep el nom d'un general francès que comandava les tropes de Napoleó durant la Guerra del Francès l'any 1808. Aquest general es va caracteritzar per la seva crueltat cap a la vila de l'Arboç, a la qual va sotmetre a tota mena de vexacions: saqueigs, incendis, violacions, etc. La població de l'Arboç, profundament ressentida amb aquest personatge, va tenir la idea de fer un gegant en senyal d'escarni per fer-lo ballar al seu caprici. L'any 1902 van participar en el concurs de gegants de Barcelona, i al llarg del segle XX també van prendre part en diverses concentracions de gegants arreu de Catalunya.
Aquests gegants estan catalogats com a peces de Patrimoni per part de la Generalitat de Catalunya. L'any 1995 el Centre de Restauració de Béns Mobles i el constructor Jordi Grau Martí del Taller El Drac Petit de Terrassa van assumir oficialment la seva restauració, essent les primeres peces de cultura popular tractades de la mateixa manera que un retaule ja que el cap del gegant és de fusta policromada de gran valor artístic.
L'any 2009, coincidint amb la declaració de la Festa Major de l'Arboç com a festa patrimonial d'interès nacional per part de la Generalitat de Catalunya, van rebre la distinció d'elements festius patrimonials d'interès nacional.
Arran de la creació del Protocol del Seguici Popular i Tradicional de la Vila de l'Arboç des del 2009 només surten al municipi, concretament a l'anada i tornada d'ofici del matí del diumenge de la Festa Major de l'Arboç. L'any 2003 es van ubicar en unes vitrines al vestíbul de la Casa de Cultura de Can Rossell de l'Arboç.

## Els gegants nous de l'Arboç (1984)

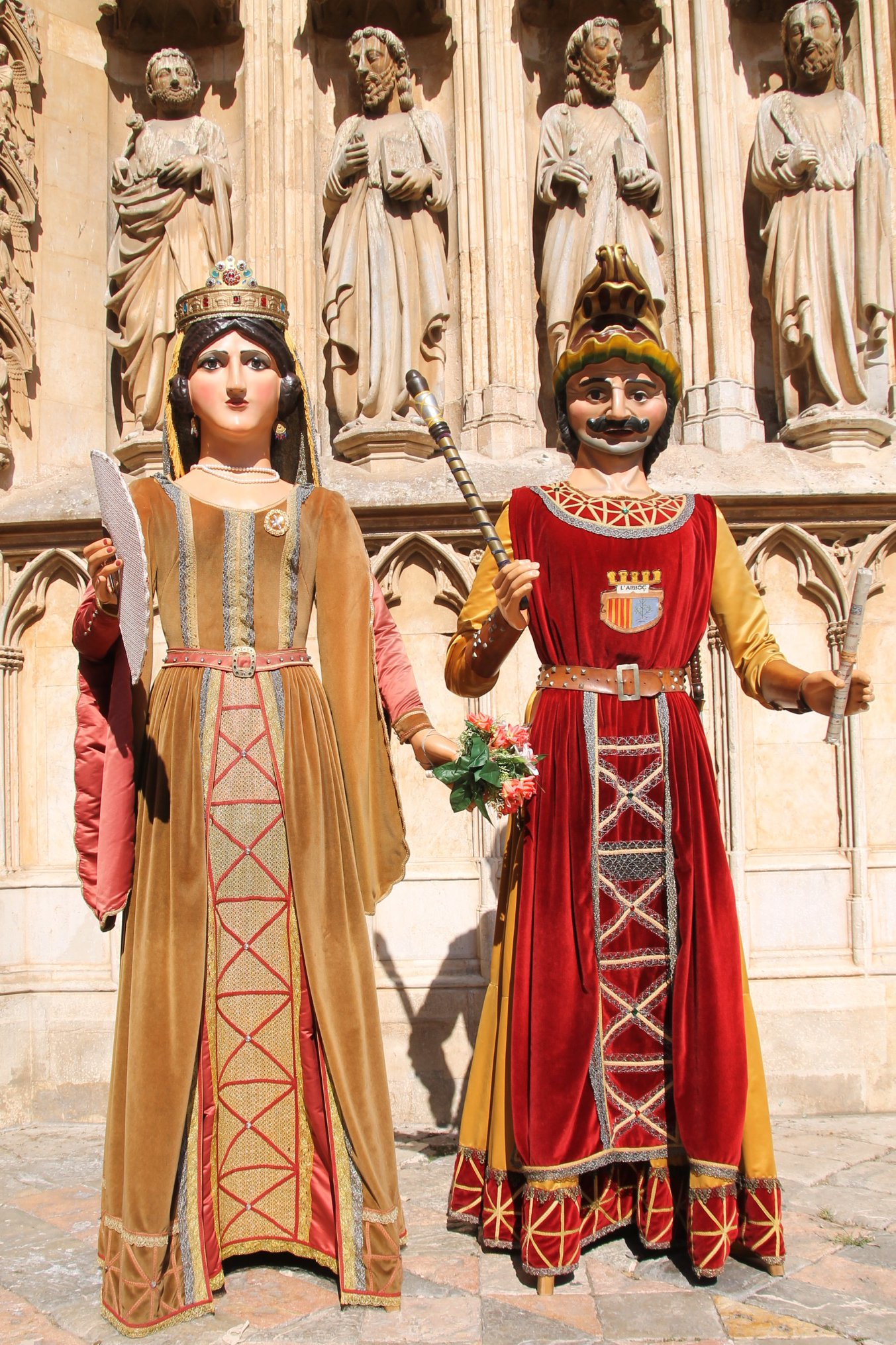
Els gegants nous de l'Arboç

A principis de 1984 l'Ajuntament de l'Arboç va decidir construir unes rèpliques dels gegants vells a causa del mal estat de conservació que presentaven, el seu pes excessiu i la dificultat de trobar gent per portar-los. D'aquesta manera, es van fer uns gegants que fossin desmuntables per transportar-los, amb unes estructures internes menys voluminoses la qual cosa va permetre alleugerir 20 kg de pes de cada figura respecte dels vells. Com a curiositat, per emmotllar el cap de la geganta tan sols s'utilitzaren tres peces, mentre que per al del gegant se'n necessitaren 11 per la peculiar forma de la gorra frígia. Pel que fa al vestuari, fou confeccionat per les modistes arbocenques Montserrat Escarrà Rosell i M. Teresa Roquer Bundó. Aquesta parella és la que avui dia actua dins i fora de la població.
L'any 2009 es va presentar el ball dels gegants de l'Arboç, coreografiat per l'arbocenc Ramon Vallverdú i amb música del reusenc Jaume Aguza. Amb aquest ball el 2016 la Colla de Gegants i Nans de l'Arboç va guanyar el primer premi de la primera edició del concurs de balls de gegants de Catalunya organitzat per l'Agrupació de Colles Geganteres de Catalunya.

## Els nans de l'Arboç (1943)

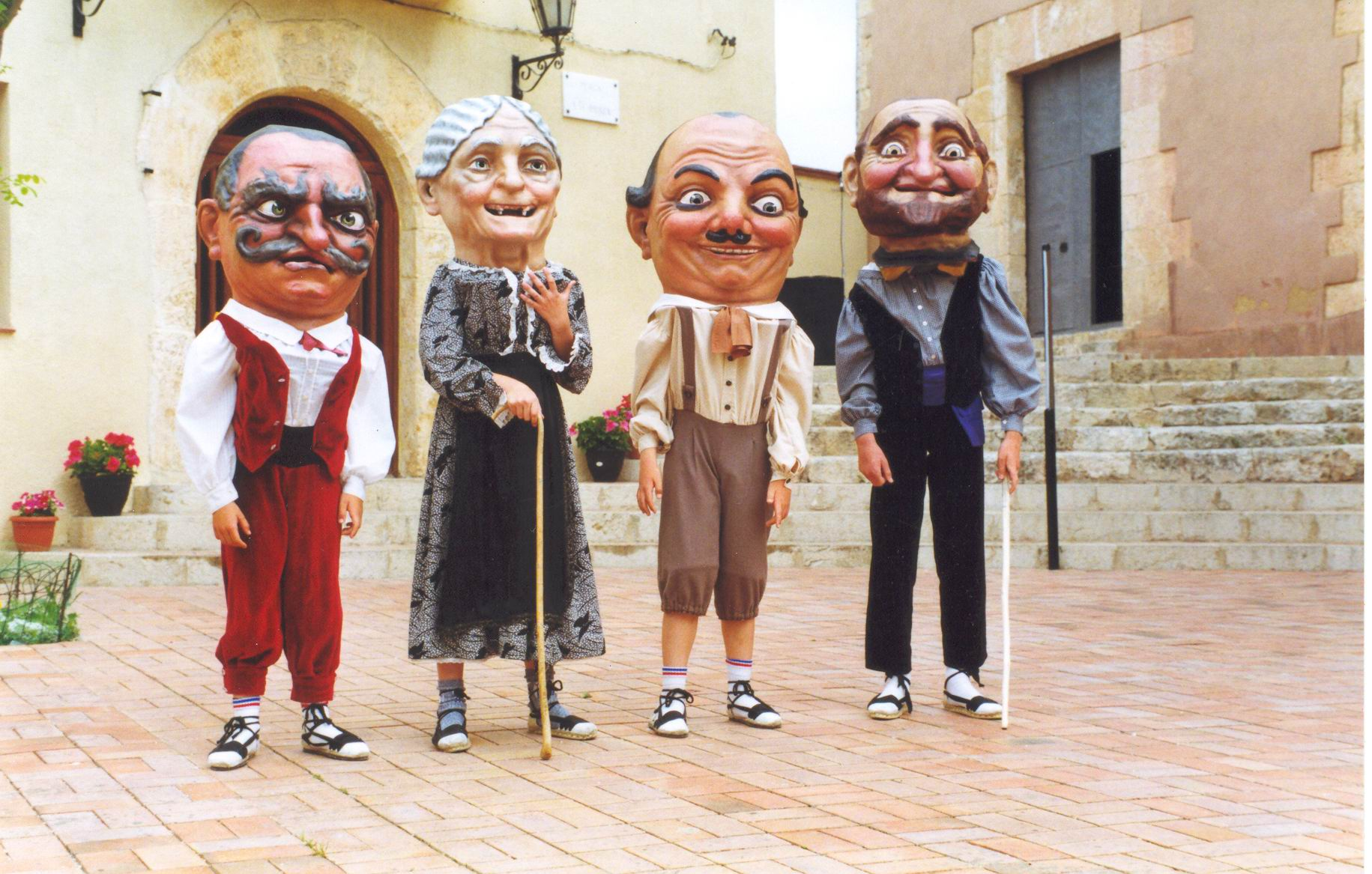
Els nans de l'Arboç

Els quatre nans de l'Arboç foren estrenats per la Festa Major de 1943 procedents de la casa El Ingenio de Barcelona. Tot i que no estan batejats se'ls coneix popularment com la vella, el vell, l'antipàtic i el rialler.
Traginar un crani de perímetre exagerat i actuar de comparsa dels gegants és una penitència que molta canalla de l'Arboç ha volgut experimentar com a pas previ a la seva integració en altres activitats folklòriques: tant és així que al llarg de tots aquests anys han estat gairebé 175 els infants que han donat vida a quatre caps de cartró ansiosos que algú els volgués humanitzar i passejar. El rodatge adquirit fent de nans els ensenya a resistir i alhora aprenen que la festa popular també té un component d'esforç, de suor i de sofriment i la dolça pallissa que suposa la responsabilitat de participar en el manteniment de les tradicions folklòriques.
Des dels inicis les bates vermelles de topets blancs sempre havien estat l'auster hàbit asexuat que guarnia aquests personatges per reforçar el seu caire de guinyol, de caricatura. L'any 1984 les modistes arbocenques Montserrat Escarrà Rosell i M. Teresa Roquer Bundó confeccionaren uns vestits nous de gala per a cada nan per tal de destacar la seva solemnitat.
Les seves sortides sempre es limitaren a l'Arboç per Corpus i per la Festa Major, tot i que en alguna ocasió sortiren fora vila per participar en el centenari dels Nanos de Tarragona i l'estrena dels nanos pescadors el 1964, la gravació d'un reportatge folklòric per a TVE al monestir de Santes Creus el 1996 i l'aplec de nans i capgrossos de les Festes Decennals de Valls 1981.
L'any 1998 van ser restaurats per la vilafranquina Dolors Sans Osete, i el 2003 celebraren el seu 60è aniversari acompanyats de nans d'arreu de Catalunya. Coincidint amb els seus 75 anys, el 2018 van ser repintats per l'artista local Joan Tuset Suau. L'any 2011 es va estrenar el ball dels nans i capgrossos de l'Arboç', la melodia del qual va ser composta pel reusenc Jaume Aguza Sañé i la coreografia va anar a càrrec de l'arbocenc Ramon Vallverdú Albornà.

## Els gegantons de l'Arboç (1998 i 2000)

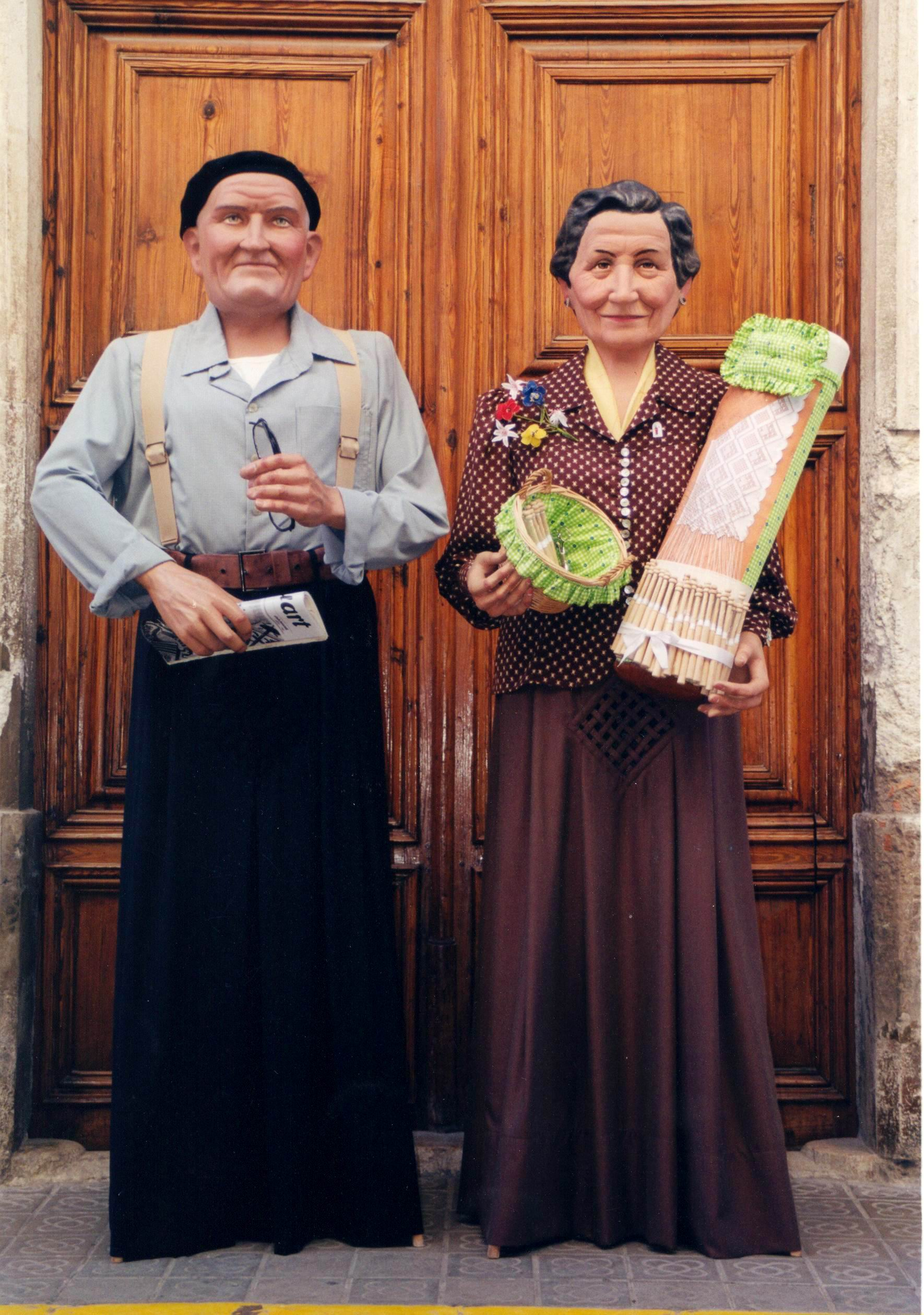
Els gegantons de l'Arboç, Gumersind i Teresina

D'una banda, el gegantó és un homenatge a l'arbocenc Gumersind Vallès Sala (l'Arboç, 1908-1990). Directament implicat en diverses manifestacions folklòriques de l'Arboç, fou casteller amb els Minyons de l'Arboç, també col·laborà amb el ball de diables i especialment destacà com a portador del gegant Chabran durant 40 anys (del 1930 al 1970). Per la seva gran afició a la lectura, a la mà esquerra porta unes ulleres i a la dreta un exemplar de la publicació local El Quart (1978-1982) en què col·laborà assíduament.
Per l'altra, la gegantona està dedicada a la memòria de l'arbocenca Teresa Urpí Suriol (l'Arboç, 1905-1996), més coneguda com a Teresina de la Popular. Fou una gran artesana de les puntes de coixí, activitat que ha donat nom i renom des de temps immemorials a la vila de l'Arboç i per això aquesta gegantona és l'ambaixadora de totes les artesanes del boixet. El vestuari de totes dues figures fou confeccionat per les modistes arbocenques Montserrat Escarrà Rosell i M. Teresa Roquer Bundó.
L'any 2011 es va presentar el ball dels gegantons de l'Arboç. La melodia va ser composta pel reusenc Jaume Aguza Sañé i la coreografia va anar a càrrec de l'arbocenc Ramon Vallverdú Albornà.

## Els capgrossos de l'Arboç

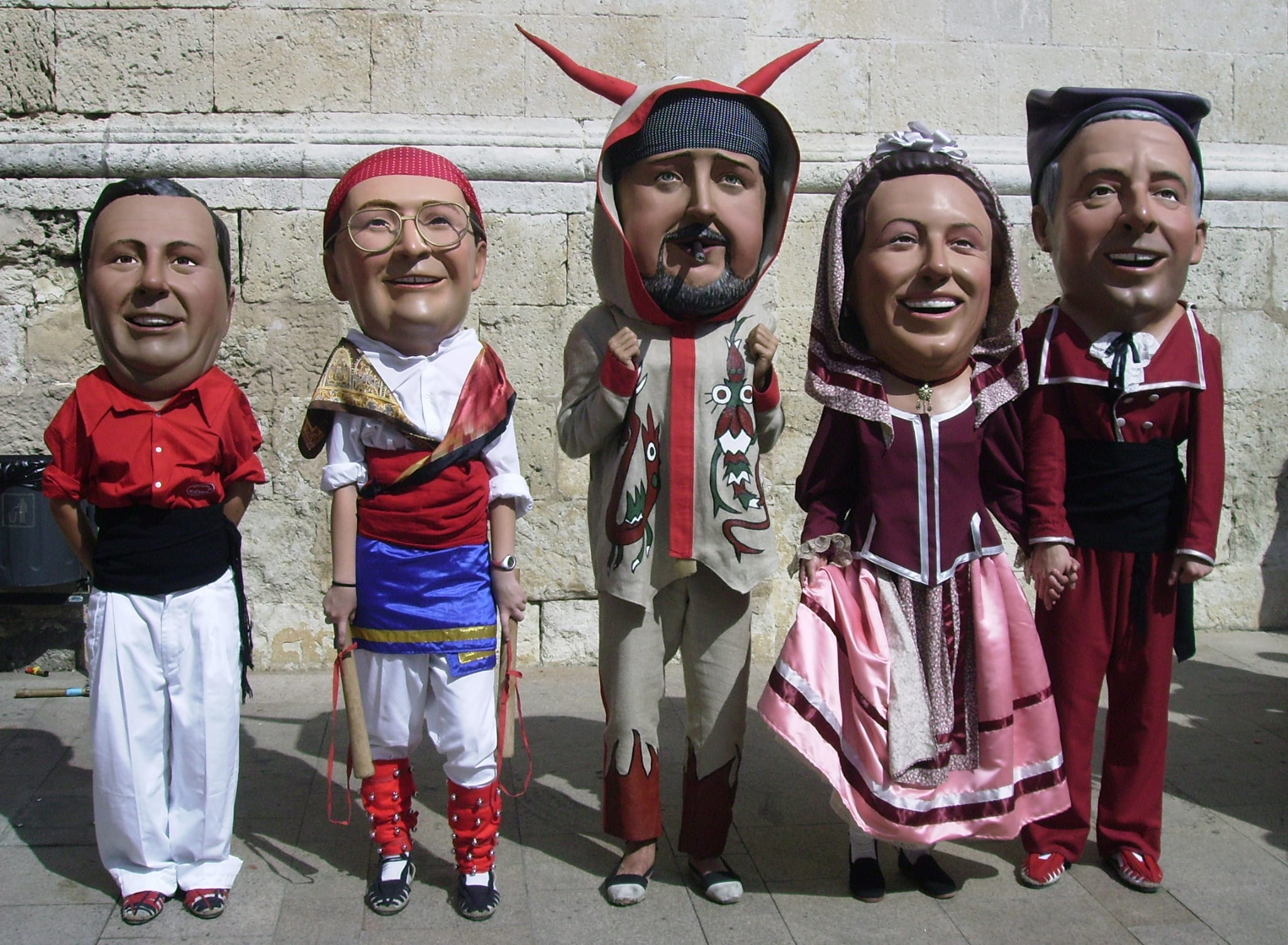
Cinc dels sis capgrossos de l'Arboç

L'any 2004 la Colla de Gegants i Nans de l'Arboç, amb la col·laboració de l'Ajuntament de l'Arboç, va engegar la creació de capgrossos que representen persones vinculades a entitats folklòriques de la vila que han destacat per la seva implicació i trajectòria al capdavant d'aquests grups.
Cada entitat va decidir quin membre seria perpetuat en la figura. D'aquesta manera, el 2004 es van estrenar l'Eduard Jané i la Rosa Maimó, que foren dansaires de l'Esbart Sant Julià; el 2005 fou el torn del Joan Pié, que fou Llucifer i calador del ball de diables de l'Arboç; l'any següent es presentà el Robert Rovira, que exercí com a cap de colla i president del ball de bastons; el 2008 es donà a conèixer el Lluís Figueras, que estigué en diverses etapes al capdavant de la colla castellera Minyons de l'Arboç; per acabar, el 2021 es tancava la família de capgrossos amb el Paco Nogueira, que va ser cap de colla dels gegants i nans durant molts anys.

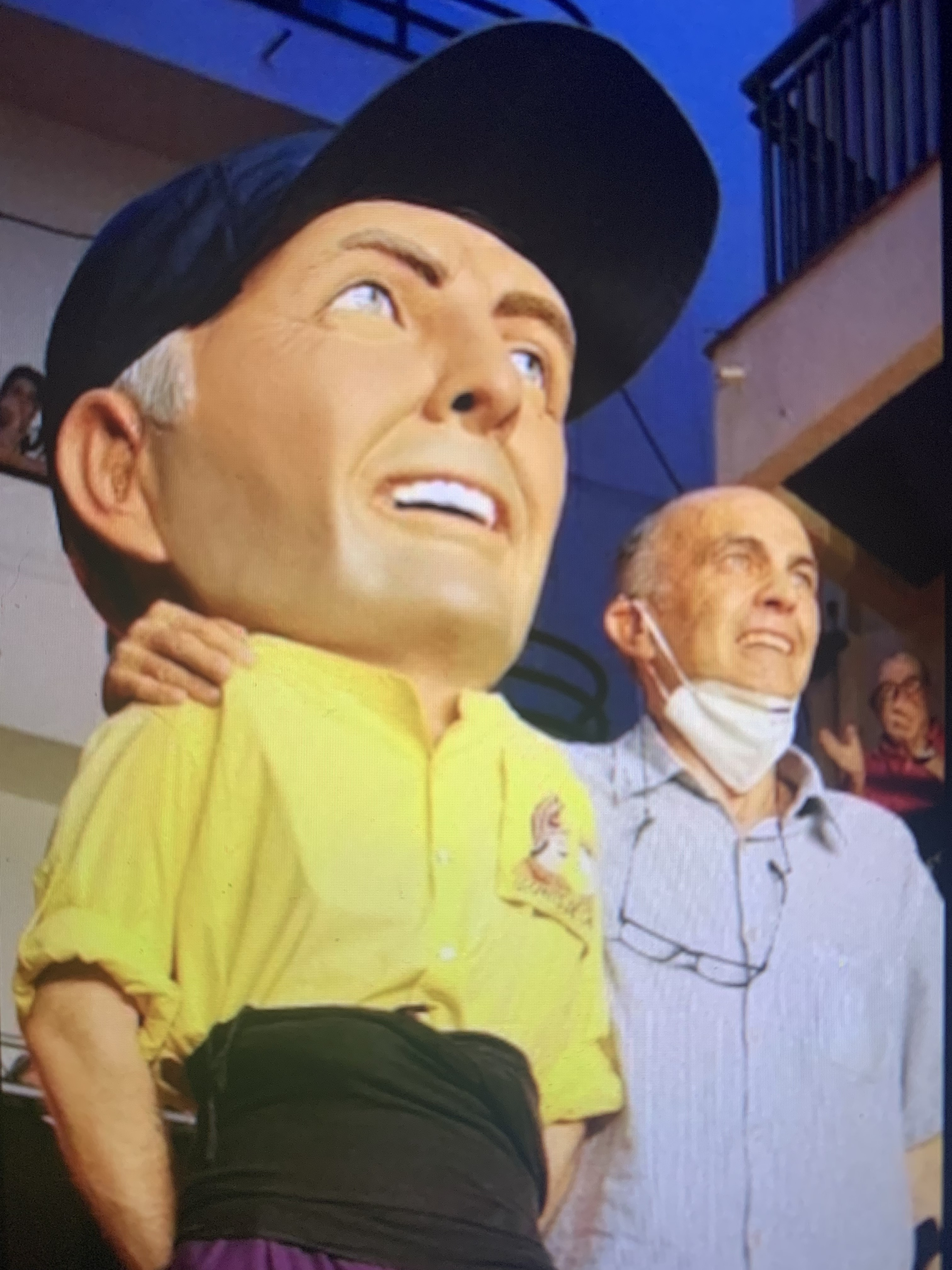
Estrena del nou capgròs Paco Nogueira

Els sis capgrossos són obra de Jordi Grau Martí del Taller el Drac Petit de Terrassa i els vestuaris els confeccionaren les arbocenques Mercè Ribas Boronat i M. Teresa Roquer Bundó.
L'any 2010 es va estrenar el ball dels nans i els capgrossos de l'Arboç. La melodia va ser composta pel reusenc Jaume Aguza Sañé i la coreografia va anar a càrrec de l'arbocenc Ramon Vallverdú Albornà. Posteriorment, el 2016 es van presentar els galops d'entrada i de sortida musicats per l'arbocenc Conrad Arnan Ribas i coreografiats també per Ramon Vallverdú Albornà.

## La Casa de Cultura de l'Arboç

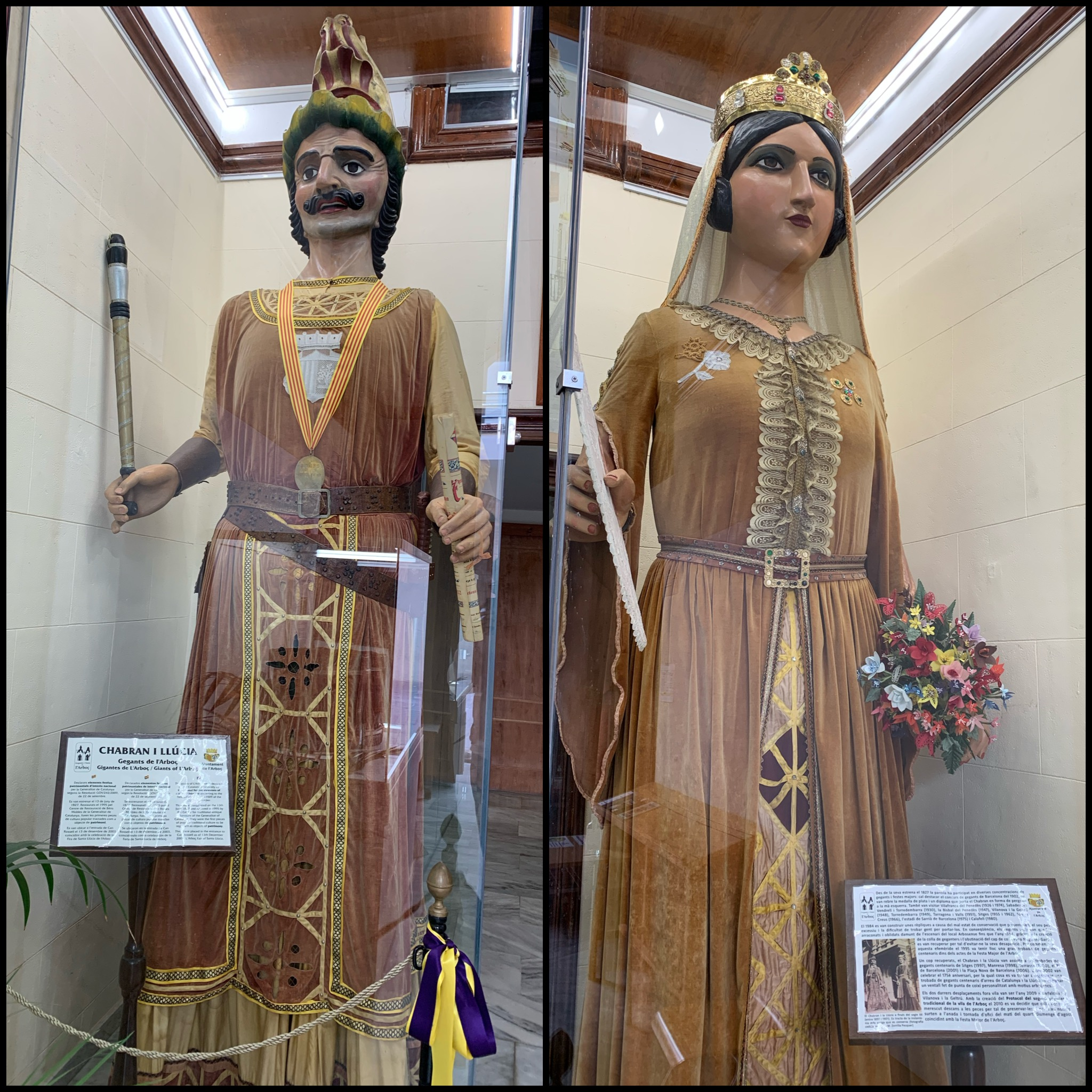
Les figures exposades a l'interior de la Casa de Cultura de l'Arboç

Les figures es poden visitar de forma gratuïta a l'interior de la Casa de Cultura, per a més informació consultar a l'oficina de turisme.